# Kurt P. Tauber
Kurt Philip Tauber  (* 6. Oktober 1922 in Wien; † 25. Januar 2024) war ein historisch arbeitender politischer Wissenschaftler und Zeithistoriker mit dem Arbeitsschwerpunkt Nachkriegsgeschichte.

## Leben und Wirken
Kurt Philip Tauber emigrierte 1939 als Jugendlicher in die USA. Er studierte an der Harvard University mit Abschluss als PhD. 1951. Er lehrte ab 1953 als Dozent an der University at Buffalo in Buffalo, New York und ab 1960 als Professor am Williams College.
Taubers bisher nicht ins Deutsche übersetztes zweibändiges Buch Beyond Eagle and Swastika. German Nationalism Since 1945 über den Rechtsextremismus in der Bundesrepublik Deutschland ist eine materialreiche und kritische Studie. Sie wurde bei ihrem Erscheinen in vielen führenden Fachzeitschriften besprochen und gilt bis heute als richtungsweisende Forschungsleistung.

## Schriften (Auswahl)
- The Foundation of the Doctrine of Self-Defense: A Critical Analysis (PhD.-Thesis, 1951)
- Beyond Eagle and Swastika: German Nationalism Since 1945, 2 Bde., Middletown / Conn.: Wesleyan University Press 1967, 1598 Seiten.
- Animadversions on Cultural Absolutism, in: Ethics 61/3 (1951), 225–228.
- Nationalism and Self-Defense, in: Ethics 62/4 (1952), 275–281.